# Arquidiócesis de Puerto Moresby
La arquidiócesis de Puerto Moresby (en latín: Archidioecesis Portus Moresbiensis y en inglés: Roman Catholic Archdiocese of Port Moresby) es una circunscripción eclesiástica de la Iglesia católica en Papúa Nueva Guinea. Se trata de una arquidiócesis latina, sede metropolitana de la provincia eclesiástica de Puerto Moresby. Desde el 26 de julio de 2011 su arzobispo es el cardenal John Ribat, de los Misioneros del Sagrado Corazón. 

## Territorio y organización
La arquidiócesis tiene 29 874 km² y extiende su jurisdicción sobre los fieles católicos de rito latino residentes en el distrito Capital Nacional y parte de la provincia Central.
La sede de la arquidiócesis se encuentra en Boroko, un suburbio de la ciudad de Puerto Moresby, en donde se halla la Catedral de Santa María.
La arquidiócesis tiene como sufragáneas a las diócesis de: Alotau-Sideia, Bereina, Daru-Kiunga y Kerema.
En 2023 en la arquidiócesis existían 22 parroquias.

## Historia

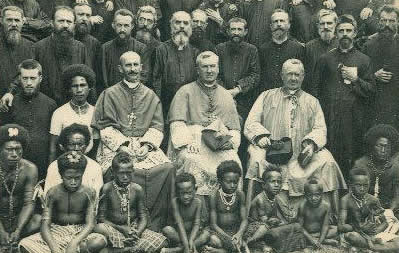
Grupo de misioneros con el vicario apostólico Alain Guynot de Boismenu (centro)

El vicariato apostólico de Nueva Guinea fue erigido el 10 de mayo de 1889 mediante el breve Ut catholica fides del papa León XIII, obteniendo el territorio del vicariato apostólico de Melanesia, que fue simultáneamente suprimido.
El 14 de noviembre de 1922 asumió el nombre de vicariato apostólico de Papúa mediante el decreto Post exstinctum de la Congregación de Propaganda Fide.
El 29 de marzo de 1938, mediante la bula Quo commodius, cedió las islas del estrecho de Torres (Thursday, Mammona, Prince of Wales, Horn, Mulgrave, Banks, Long, Stephen, Darnley, Murray, Baibai, Boigu, Deliverance y las islas y rocas circundantes) pertenecientes al estado de Queensland en Australia a la diócesis de Victoria-Palmerston, que al mismo tiempo tomó el nombre de diócesis de Darwin.
El 3 de junio de 1946, mediante la bula Quo in regionibus del papa Pío XII, cedió otra porción de su territorio para la erección de la prefectura apostólica de Samarai (hoy diócesis de Alotau-Sideia) y asumió al mismo tiempo el nombre del vicariato apostólico de Puerto Moresby.
El 13 de noviembre de 1958 cedió otra porción de su territorio para la erección de la prefectura apostólica de Mendi (hoy diócesis de Mendi) mediante la bula Eius successores del papa Juan XXIII.
El 16 de julio de 1959 se produjeron nuevas transferencias de territorio para la erección de la prefectura apostólica de Daru (hoy diócesis de Daru-Kiunga) y del vicariato apostólico de la isla de Yule (hoy diócesis de Bereina), ambos mediante la bula Qui per electionem del papa Juan XXIII.
El 15 de noviembre de 1966 el vicariato apostólico fue elevado al rango de arquidiócesis metropolitana mediante la bula Laeta incrementa del papa Pablo VI.
La arquidiócesis recibió la visita del papa Juan Pablo II en mayo de 1984 y en enero de 1995, y del papa Francisco del 4 al 6 de septiembre de 2024.

## Estadísticas
Según el Anuario Pontificio 2024 la arquidiócesis tenía a fines de 2023 un total de 233 000 fieles bautizados.
| Año                                                                             | Población            | Población | Población      | Sacerdotes | Sacerdotes    | Sacerdotes    | Bautizados por sacerdote | Diáconos permanentes | Religiosos | Religiosos | Parroquias |
| Año                                                                             | Bautizados católicos | Total     | % de católicos | Total      | Clero secular | Clero regular | Bautizados por sacerdote | Diáconos permanentes | Varones    | Mujeres    | Parroquias |
| ------------------------------------------------------------------------------- | -------------------- | --------- | -------------- | ---------- | ------------- | ------------- | ------------------------ | -------------------- | ---------- | ---------- | ---------- |
| 1950                                                                            | 25 594               | 220 000   | 11.6           | 48         | 1             | 47            | 533                      |                      | 63         | 103        | 4          |
| 1969                                                                            | 13 400               | 196 000   | 6.8            | 27         |               | 27            | 496                      |                      | 52         | 57         | 12         |
| 1980                                                                            | 32 000               | 243 886   | 13.1           | 52         | 7             | 45            | 615                      | 2                    | 140        | 147        | 15         |
| 1990                                                                            | 74 000               | 292 000   | 25.3           | 59         | 20            | 39            | 1254                     |                      | 139        | 137        | 23         |
| 1999                                                                            | 137 820              | 462 767   | 29.8           | 55         | 13            | 42            | 2505                     |                      | 125        | 123        | 23         |
| 2000                                                                            | 158 883              | 476 650   | 33.3           | 55         | 14            | 41            | 2888                     |                      | 115        | 125        | 23         |
| 2001                                                                            | 160 790              | 482 370   | 33.3           | 51         | 12            | 39            | 3152                     |                      | 93         | 137        | 23         |
| 2002                                                                            | 163 201              | 494 429   | 33.0           | 67         | 9             | 58            | 2435                     |                      | 66         | 132        | 23         |
| 2003                                                                            | 181 529              | 504 317   | 36.0           | 68         | 11            | 57            | 2669                     |                      | 66         | 161        | 23         |
| 2004                                                                            | 183 889              | 512 386   | 35.9           | 70         | 14            | 56            | 2626                     |                      | 166        | 145        | 19         |
| 2013                                                                            | 204 186              | 617 523   | 33.1           | 88         | 6             | 82            | 2320                     |                      | 255        | 152        | 19         |
| 2016                                                                            | 207 623              | 655 319   | 31.7           | 65         | 4             | 61            | 3194                     | 1                    | 222        | 103        | 19         |
| 2019                                                                            | 211 012              | 715 882   | 29.5           | 53         | 4             | 49            | 3981                     |                      | 224        | 126        | 19         |
| 2021                                                                            | 224 200              | 760 560   | 29.5           | 55         | 6             | 49            | 4076                     |                      | 224        | 126        | 22         |
| 2023                                                                            | 233 000              | 792 000   | 29.4           | 56         | 6             | 50            | 4160                     |                      | 224        | 126        | 22         |
| Fuente: Catholic-Hierarchy, que a su vez toma los datos del Anuario Pontificio. |                      |           |                |            |               |               |                          |                      |            |            |            |

## Episcopologio

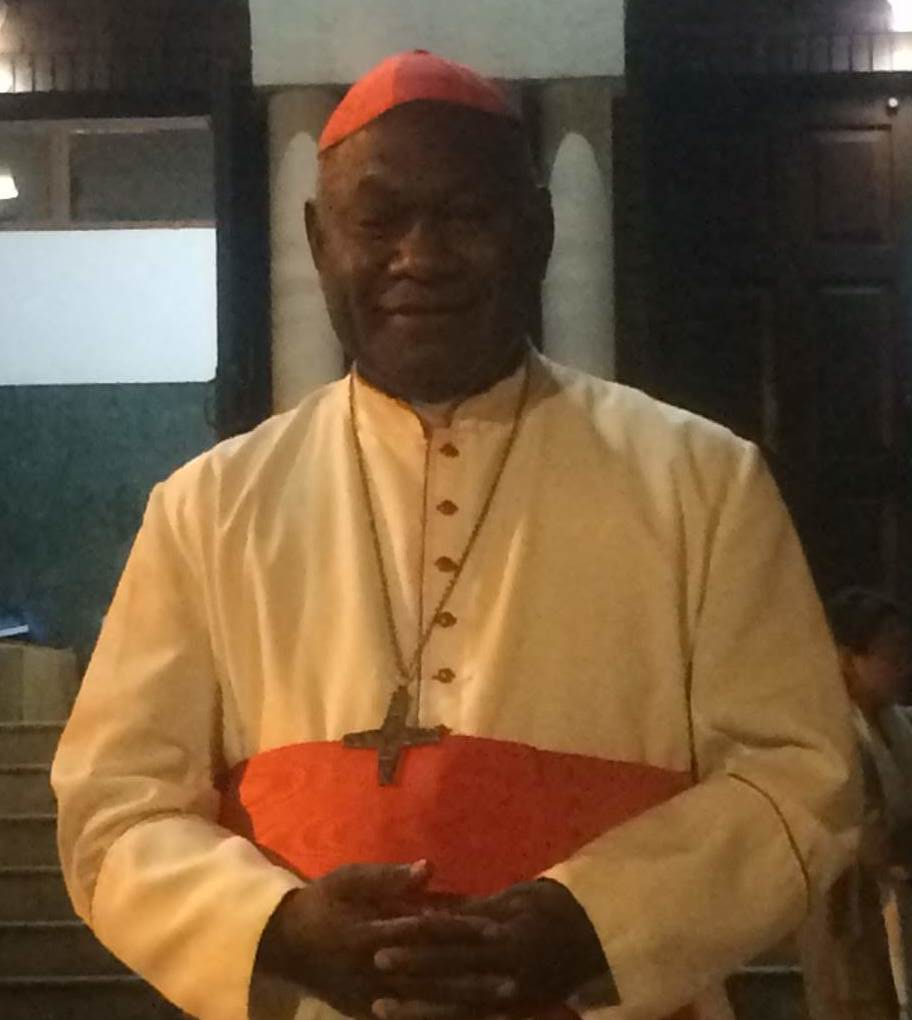
Cardenal John Ribat, arzobispo de Puerto Moresby desde 2008

- Louis-André Navarre, M.S.C. † (10 de mayo de 1889-enero de 1908 renunció)
- Alain Guynot de Boismenu, M.S.C. † (enero de 1908 por sucesión-18 de enero de 1945 renunció)
- André Sorin, M.S.C. † (13 de junio de 1946-19 de abril de 1959 falleció)
- Virgil Patrick Copas, M.S.C. † (19 de diciembre de 1959-19 de diciembre de 1975 renunció)
- Herman To Paivu † (19 de diciembre de 1975-12 de febrero de 1981 falleció)
- Peter Kurongku † (3 de octubre de 1981-11 de junio de 1996 falleció)
- Brian James Barnes, O.F.M. † (14 de junio de 1997-26 de marzo de 2008 retirado)
- John Ribat, M.S.C., desde el 26 de marzo de 2008